# Nhà thờ mọi Dân tộc

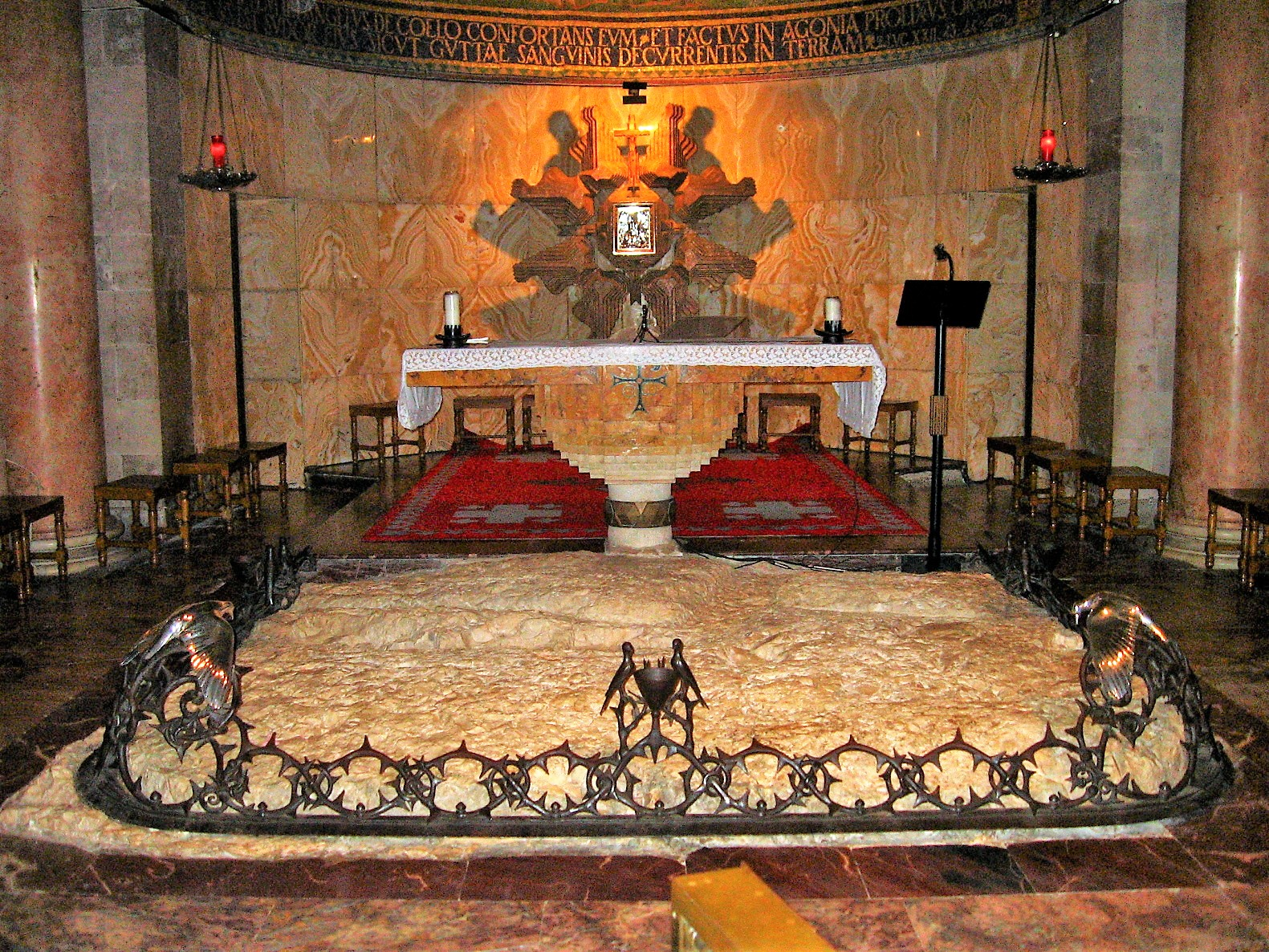
Tấm đá tảng được cho là nơi Chúa Giêsu đã quỳ để cầu nguyện cùng Chúa Cha, trước khi bị người Do Thái bắt.

Nhà thờ mọi Dân tộc, cũng gọi là Nhà thờ Hấp hối, là một nhà thờ Công giáo ở chân Núi Olives phía đông Jerusalem, bên cạnh vườn Gethsemani. Nhà thờ này có cất giữ một phần đá tảng được cho là nơi chúa Giê su đã quỳ để cầu nguyện cùng Chúa Cha trước khi Người bị bắt. (Phúc âm Mác-cô 14:32-42). Nhà thờ này trực thuộc dòng Phan xicô.

## Lịch sử
Nhà thờ hiện nay nằm trên nền của hai nhà thờ trước đó: một vương cung thánh đường thời đế quốc Byzantine, bị phá hủy trong trận động đất năm 746, và một nhà nguyện nhỏ thời Thập tự chinh, bị bỏ hoang năm 1345. Năm 1920 trong khi đào móng xây nhà thờ, người ta đã tìm thấy một cây cột ở sâu 2 mét dưới sàn nhà nguyện thời Thập tự chinh. Các mảnh vỡ của một bức tranh khảm tuyệt vời cũng đã được tìm thấy. Sau phát hiện này, kiến trúc sư đã lập tức ngưng việc làm nền móng nhà thờ mới đồng thời bắt đầu tiến hành việc khai quật di tích của nhà thờ trước kia, và người ta đã tìm thấy thêm nhiều di tích của một nhà thờ thời đế quốc Byzantine. Sau khi các di tích còn lại của nhà thờ thời đế quốc Byzantine đã được khai quật hoàn toàn thì kế hoạch xây dựng nhà thờ mới được sửa đổi, và công việc xây dựng nhà thờ hiện nay được tiếp tục tiến hành từ ngày 19.4.1922 tới tháng 6 năm 1924 thì nhà thờ được thánh hiến.

## Thiết kế và xây dựng
Nhà thờ do kiến trúc sư người Ý Antonio Barluzzi thiết kế, được xây dựng từ năm 1920 tới năm 1924 do quỹ hiến tặng của nhiều nước khác nhau. Những quốc huy riêng của mỗi quốc gia hiến tặng đều được khắc vào kính trên trần nhà và khảm trong các tranh khảm. Những quốc gia hiến tặng được vinh danh theo cách nói trên theo thứ tự từ phía bên trái bắt đầu từ gian cung thánh: Argentina, Brazil, Chile và Mexico; ở giữa nhà thờ là: Ý, Pháp, Tây Ban Nha và Vương quốc Anh; ở phía bên phải là: Bỉ, Canada, Đức và Hoa Kỳ.
Các tranh khảm ở gian cung thánh là tặng phẩm của Ireland, Hungary và Ba Lan mô tả việc Chúa Giêsu hấp hối được Thiên thần xuống an ủi, Nụ hôn của Judas và việc bắt Chúa Giêsu.
Vòng bao quanh phiến đá tảng được cho là nơi chúa Giê su đã quỳ để cầu nguyện cùng Chúa Cha trước khi Người bị bắt gồm các gai bằng sắt rèn - tượng trưng mạo gai người Do Thái đội trên đầu Chúa Giêsu - là tặng phẩm của nước Úc. Phiến đá này đặt trước bàn thờ. Do những quà tặng đa quốc gia này nên nhà thờ hiện nay mang tên "Nhà thờ mọi Dân tộc".
Có hai loại đá được sử dụng trong xây dựng nhà thờ này: bên trong dùng đá khai thác ở mỏ đá Lifta, phía tây bắc Jerusalem; còn bên ngoài là đá màu hồng từ Bethlehem. Nhà thờ được chia thành ba gian dọc với 6 cột. Thiết kế này cho ấn tượng của một hội trường lộ thiên lớn. Thủy tinh màu tím được sử dụng trong suốt nhà thờ để gợi lên một tâm trạng trầm cảm tương tự như sự hấp hối của Chúa Kitô, và trần nhà được sơn một màu xanh đậm để mô phỏng bầu trời ban đêm.

## Mặt tiền

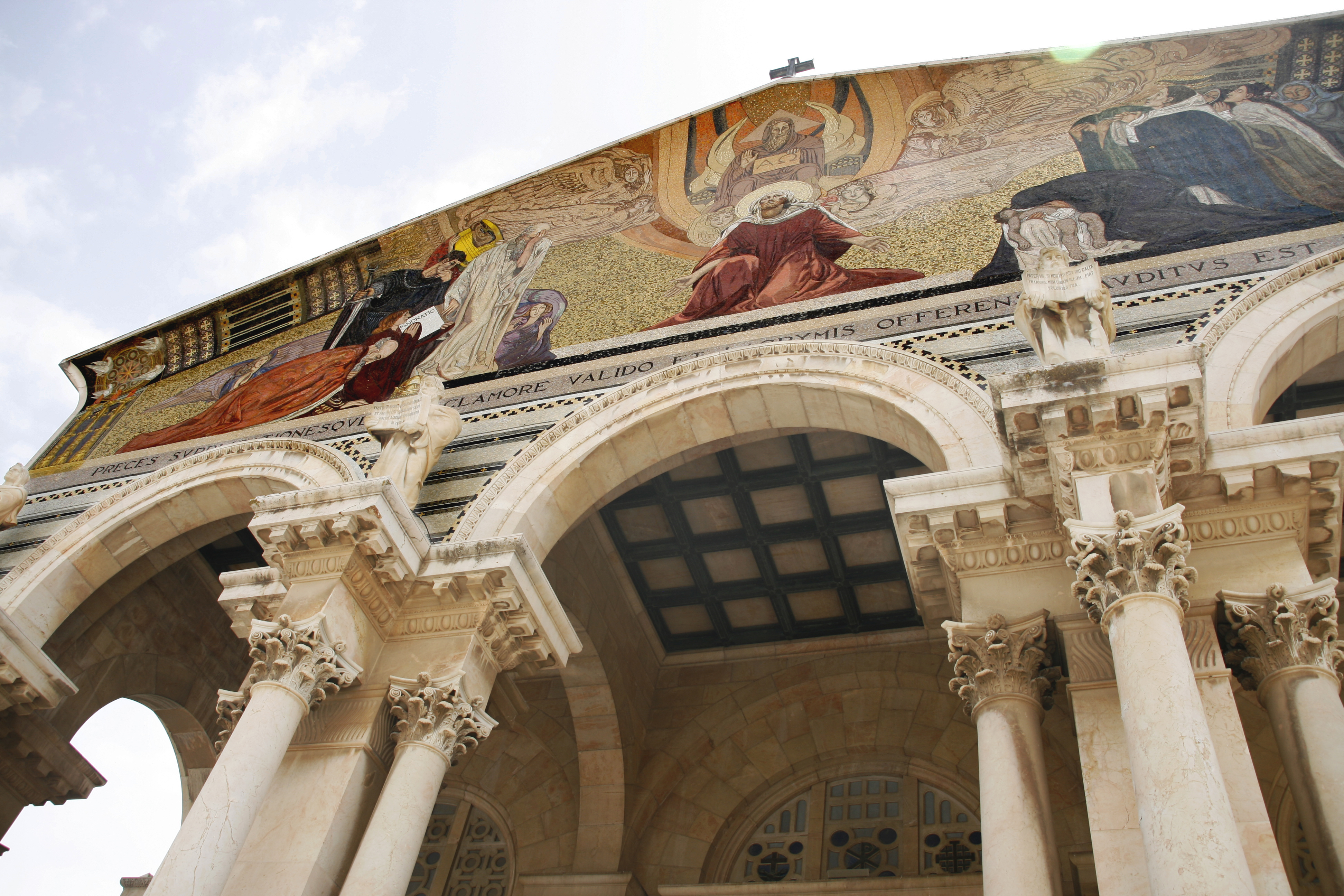
Mặt tiền nhà thờ

Mặt tiền nhà thờ được chống đỡ bởi hàng cột theo thức cột Corinth, trên các trụ cột là tượng của 4 tác giả Phúc âm: Mát-thêu, Mác-cô, Luca và Gioan. Phía trên là bức tranh khảm hiện đại mô tả Chúa Cha ở trên cùng với hai chữ Alpha và Omega (Khởi đầu và Tận cùng), dưới là chúa Giêsu, người trung gian hòa giải giữa Chúa Cha và Nhân loại. Người thiết kế tranh khảm ở mặt tiền này là giáo sư Giulio Bargellini.

## Tính đại kết
Một bàn thờ lộ thiên nằm trong khu vườn của nhà thờ được nhiều giáo phái Kitô giáo sử dụng, trong đó có các tín đồ Công giáo La Mã, Chính thống giáo Đông phương, Giáo hội Tông đồ Armenia, Tin Lành, Giáo hội Luther, Phong trào Tin Lành, Anh giáo, và bất kỳ giáo phái Kitô giáo hoặc Chính thống giáo nào thuộc mọi dân tộc.

## Hình ảnh

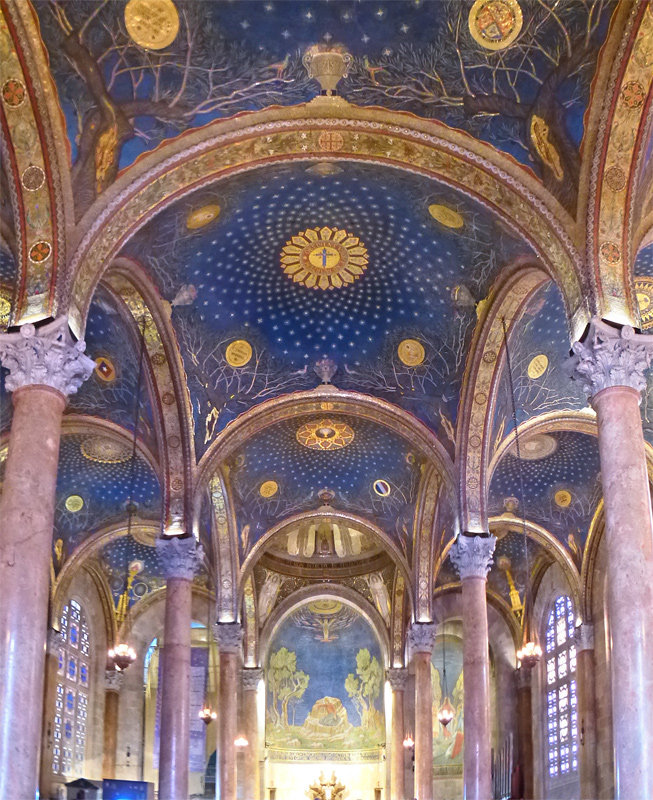
Gian giữa nhà thờ và vòm mái
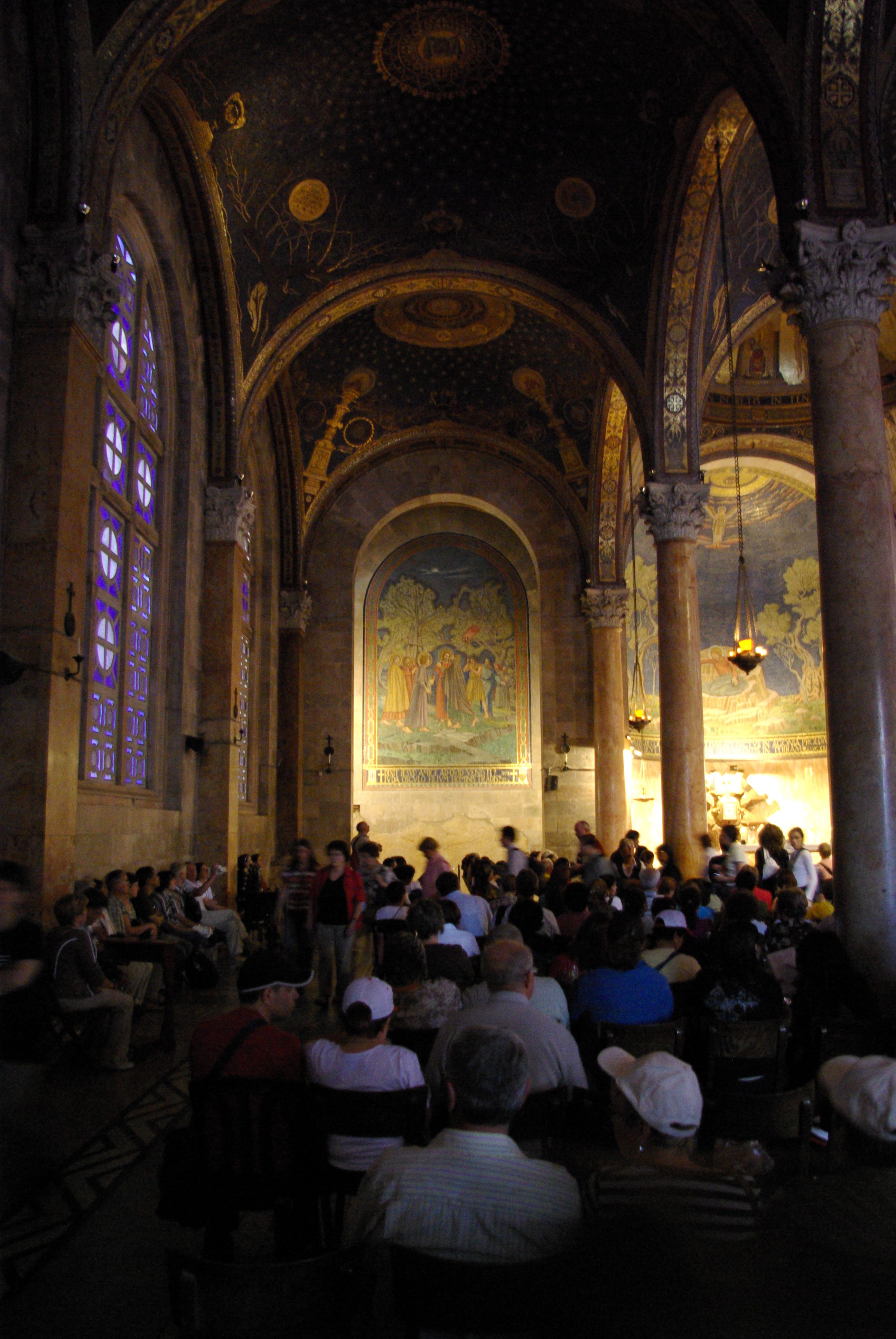
Gian dọc bên trái
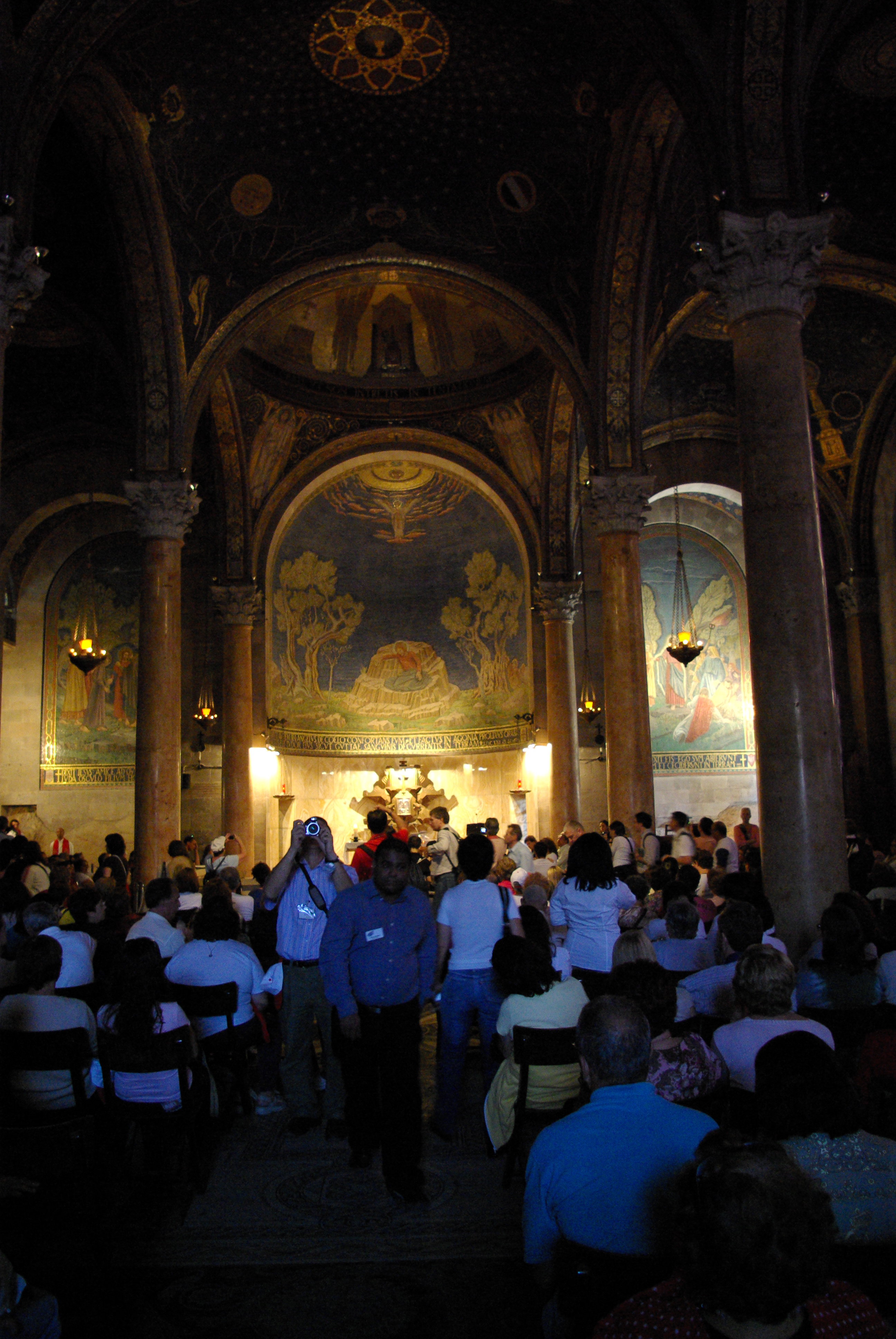
Gian dọc ở giữa
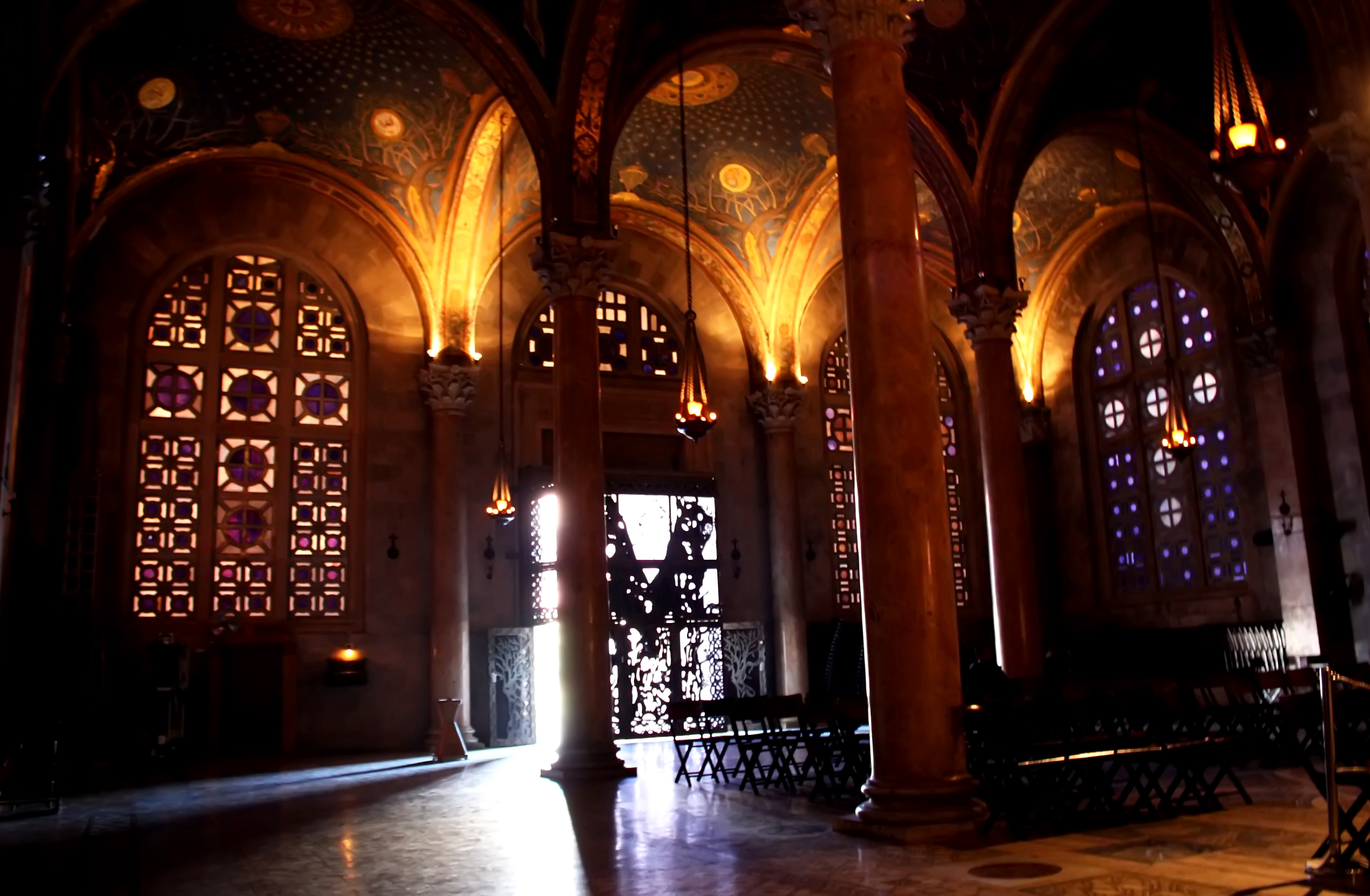
Cảnh bên trong nhìn qua cửa chính